# Усть-Пера
Усть-Пера (рос. Усть-Пёра) — село у Свободненському районі Амурської області Російської Федерації. Розташоване на території українського історичного та етнічного краю Зелений Клин.
Входить до складу муніципального утворення Дмитріївська сільрада. Населення становить 356 осіб (2018).

## Історія
4 січня 1926 року відповідно до Декрету ВЦВК РРФСР село увійшло до складу Свободненського району Амурського округу Далекосхідного краю. З 20 жовтня 1932 року входить до складу новоутвореної Амурської області.
З 1 січня 2006 року органом місцевого самоврядування є Дмитріївська сільрада.

## Населення
| 2002 | 2010 | 2012 | 2013 | 2014 | 2015 | 2016 |
| ---- | ---- | ---- | ---- | ---- | ---- | ---- |
| 475  | ↘391 | ↗403 | ↗413 | ↗414 | ↘412 | ↘401 |
| 2017 | 2018 |      |      |      |      |      |
| ↘381 | ↘356 |      |      |      |      |      |